# 赤崁社
赤崁社是台灣17世紀安平地方的西拉雅族部落，位於喜樹港（今台南市灣裡）。來台的福建漳泉移民以台語漢字「赤崁」音譯。至今，台東一帶的原住民，仍稱台南為。
荷蘭統治時期，1625年1月20日荷蘭東印度公司首任台灣長官宋克以15匹花布向新港人購買位在赤崁的一塊土地，闢建為普羅民遮市街（Provintia）。1653年，荷蘭人在此興建城堡，稱為普羅民遮城（Fort Provintia，即今赤崁樓），後為明鄭所沿用；而赤崁社居民，則遷往新港社。1807年《續修臺灣縣志》記述原應為赤墈，台語墈為水涯高處，訛作嵌，而台灣磚瓦皆赤色，朝曦夕照，故稱赤嵌，伊能嘉矩認為此說為附會，其為荷蘭人所拼寫西拉雅語的音譯。:379-380
今日學界對於赤崁社的存在與否產生爭議，一些學者認為赤崁社與新港社為同一社群。且荷蘭文獻提到荷蘭人是跟新港社人購買赤崁一帶的土地所有權，稱之為赤崁人（Sakammers），又稱新港人（Sinkanders）。